# پیتر تورنیکرافت
پیتر تورنیکرافت (انگلیسی: Peter Thorneycroft; ۲۶ ژوئیهٔ ۱۹۰۹ – ۴ ژوئن ۱۹۹۴) سیاست‌مدار اهل بریتانیا بود.
وی از سال ۱۹۵۷ تا ۱۹۵۷ رئیس خزانه بریتانیا و از سال ۱۹۶۲ تا ۱۹۶۴ وزیر دفاع بریتانیا بوده‌است.